# 施赖伯
施赖伯，施莱伯 或者 薛伯（Schreiber）可以指：

## 人物
- 克里斯蒂安·施赖伯（德語：Christian Schreiber，1980年8月7日－），德國男子賽艇運動員。
- 斯图亚特·L·施莱伯（英語：Stuart L. Schreiber，1956年2月6日－），美國生物學家。
- 李佛·薛伯（英語：Isaac Liev Schreiber，1967年10月4日－），美國演員、製片人、導演和編劇。
- 沃利·施赖伯（英語：Wally Schreiber，1962年4月15日－），加拿大冰球運動員。
- 帕布羅·薛伯（英語：Pablo Tell Schreiber，1978年4月26日－），加拿大和美國演員。
- 哈特穆特·施赖伯（德語：Hartmut Schreiber，1944年1月28日－），德國男子賽艇運動員。
- 威廉·施赖伯（英語：William R. Schreiber；1941年11月13日－），明尼蘇達州政治家。

|  | 本页或本分段罗列了姓氏为「施赖伯」的人物。 如果是一个指代特定个人的内链将您引导到本页，請考慮修正該人物的名字以將链接指向正確的條目。 |